# المقيم (مسلسل)
المقيمين (بالإنجليزية: The Resident)‏ مسلسل درامي أميركي تلفزيوني تم بثه شبكة فوكس التلفزيونية منذ 21 يناير 2018.

## روابط خارجية
- المقيم على موقع IMDb (الإنجليزية)
- المقيم على موقع ميتاكريتيك (الإنجليزية)
- المقيم على موقع روتن توميتوز (الإنجليزية)
- المقيم على موقع نتفليكس (الإنجليزية)
- المقيم على موقع كينوبويسك (الروسية)
- المقيم على موقع ألو سيني (الفرنسية)
- المقيم على موقع قاعدة بيانات الفيلم (الإنجليزية)